# ستو (فيرمونت)
ستو (بالإنجليزية: Stowe, Vermont)‏ هي بلدة تقع بولاية فيرمونت في الولايات المتحدة. تبلغ مساحتها 188.4 (كم²)، وترتفع عن سطح البحر 295 م، بلغ عدد سكانها 4339 نسمة في عام 2000 حسب إحصاء مكتب تعداد الولايات المتحدة وتصل الكثافة السكانية فيها 23.1 نسمة/كم2.

## المناخ
يظهر الجدول التالي التغييرات المناخية على مدار السنة لستو:
| البيانات المناخية لـستو           | البيانات المناخية لـستو | البيانات المناخية لـستو | البيانات المناخية لـستو | البيانات المناخية لـستو | البيانات المناخية لـستو | البيانات المناخية لـستو | البيانات المناخية لـستو | البيانات المناخية لـستو | البيانات المناخية لـستو | البيانات المناخية لـستو | البيانات المناخية لـستو | البيانات المناخية لـستو | البيانات المناخية لـستو |
| الشهر                             | يناير                   | فبراير                  | مارس                    | أبريل                   | مايو                    | يونيو                   | يوليو                   | أغسطس                   | سبتمبر                  | أكتوبر                  | نوفمبر                  | ديسمبر                  | المعدل السنوي           |
| --------------------------------- | ----------------------- | ----------------------- | ----------------------- | ----------------------- | ----------------------- | ----------------------- | ----------------------- | ----------------------- | ----------------------- | ----------------------- | ----------------------- | ----------------------- | ----------------------- |
| الدرجة القصوى °ف (°م)             | 56.0 (13.3)             | 63.7 (17.6)             | 75.6 (24.2)             | 82.4 (28.0)             | 84.5 (29.2)             | 88.5 (31.4)             | 89.5 (31.9)             | 89.0 (31.7)             | 88.0 (31.1)             | 75.1 (23.9)             | 65.7 (18.7)             | 59.8 (15.4)             | 89.5 (31.9)             |
| متوسط درجة الحرارة الكبرى °ف (°م) | 17.4 (−8.1)             | 20.0 (−6.7)             | 29.8 (−1.2)             | 44.9 (7.2)              | 56.7 (13.7)             | 65.4 (18.6)             | 69.4 (20.8)             | 68.2 (20.1)             | 61.4 (16.3)             | 49.3 (9.6)              | 35.3 (1.8)              | 22.3 (−5.4)             | 45.1 (7.3)              |
| المتوسط اليومي °ف (°م)            | 10.0 (−12.2)            | 13.0 (−10.6)            | 21.5 (−5.8)             | 35.3 (1.8)              | 47.8 (8.8)              | 56.6 (13.7)             | 61.0 (16.1)             | 59.7 (15.4)             | 52.8 (11.6)             | 40.6 (4.8)              | 28.1 (−2.2)             | 15.7 (−9.1)             | 37.0 (2.8)              |
| متوسط درجة الحرارة الصغرى °ف (°م) | 2.6 (−16.3)             | 6.1 (−14.4)             | 13.2 (−10.4)            | 25.8 (−3.4)             | 38.9 (3.8)              | 47.7 (8.7)              | 52.6 (11.4)             | 51.3 (10.7)             | 44.2 (6.8)              | 31.8 (−0.1)             | 20.9 (−6.2)             | 9.1 (−12.7)             | 28.8 (−1.8)             |
| أدنى درجة حرارة °ف (°م)           | −35.6 (−37.6)           | −34.4 (−36.9)           | −21.6 (−29.8)           | 1.3 (−17.1)             | 19.3 (−7.1)             | 27.1 (−2.7)             | 37.6 (3.1)              | 32.9 (0.5)              | 22.3 (−5.4)             | 15.4 (−9.2)             | −6.9 (−21.6)            | −26.7 (−32.6)           | −35.6 (−37.6)           |
| الهطول إنش (مم)                   | 5.72 (145)              | 4.74 (120)              | 5.72 (145)              | 5.69 (145)              | 6.49 (165)              | 7.07 (180)              | 6.94 (176)              | 7.29 (185)              | 7.23 (184)              | 7.49 (190)              | 7.18 (182)              | 6.66 (169)              | 78.22 (1٬987)           |
| متوسط الرطوبة النسبية (%)         | 86.6                    | 87.5                    | 71.8                    | 62.6                    | 65.2                    | 71.5                    | 76.6                    | 77.9                    | 78.5                    | 75.0                    | 77.9                    | 87.7                    | 76.5                    |
| المصدر: PRISM                     |                         |                         |                         |                         |                         |                         |                         |                         |                         |                         |                         |                         |                         |

## معرض صور

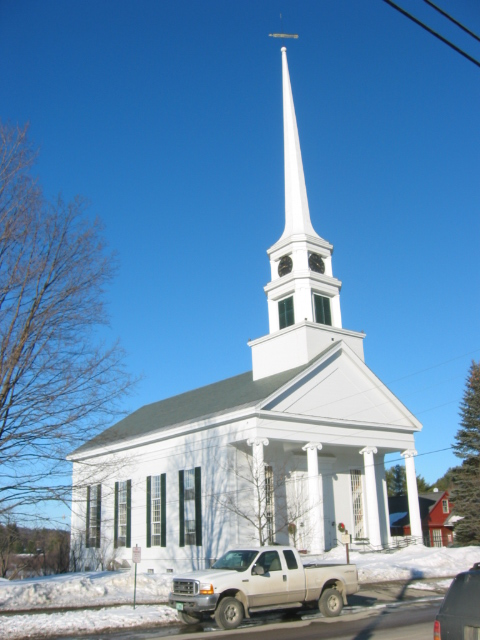
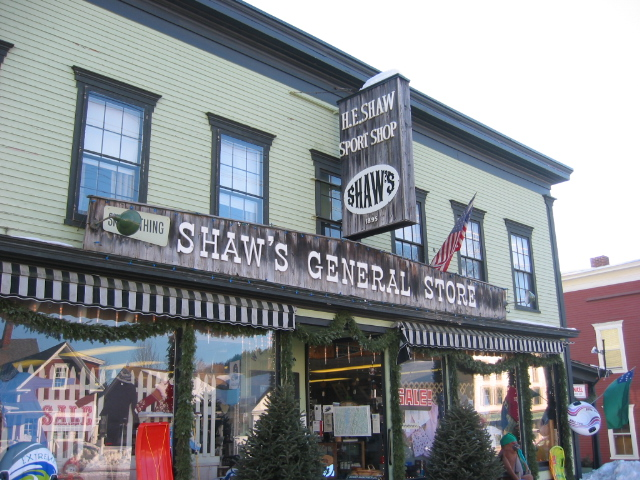
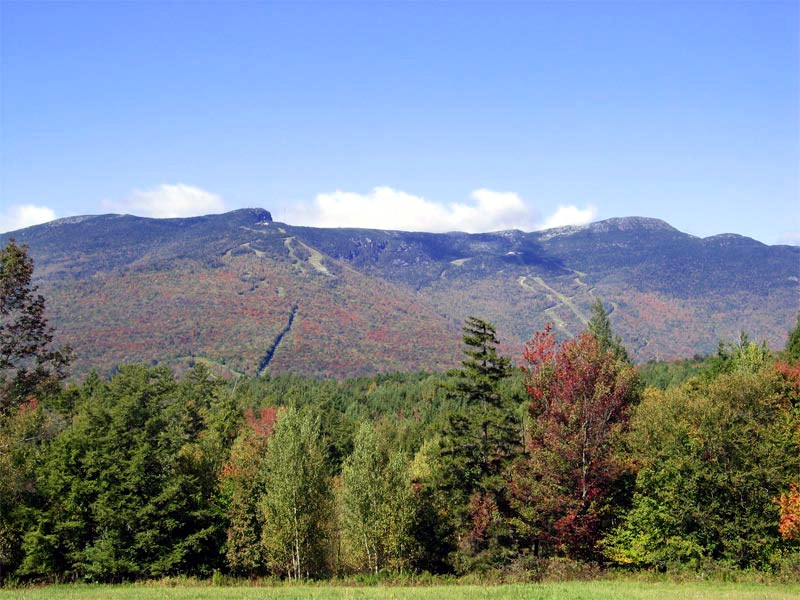
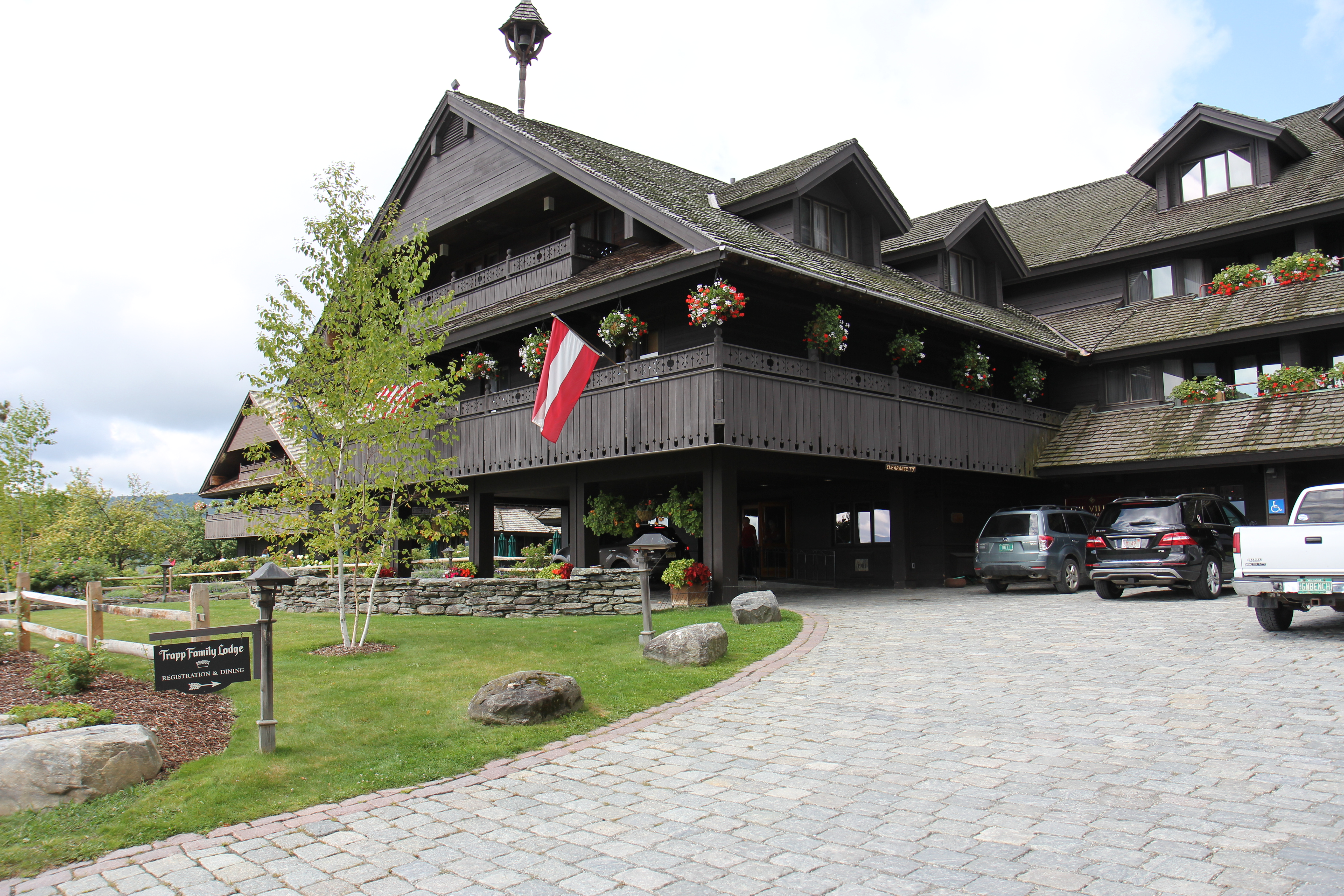
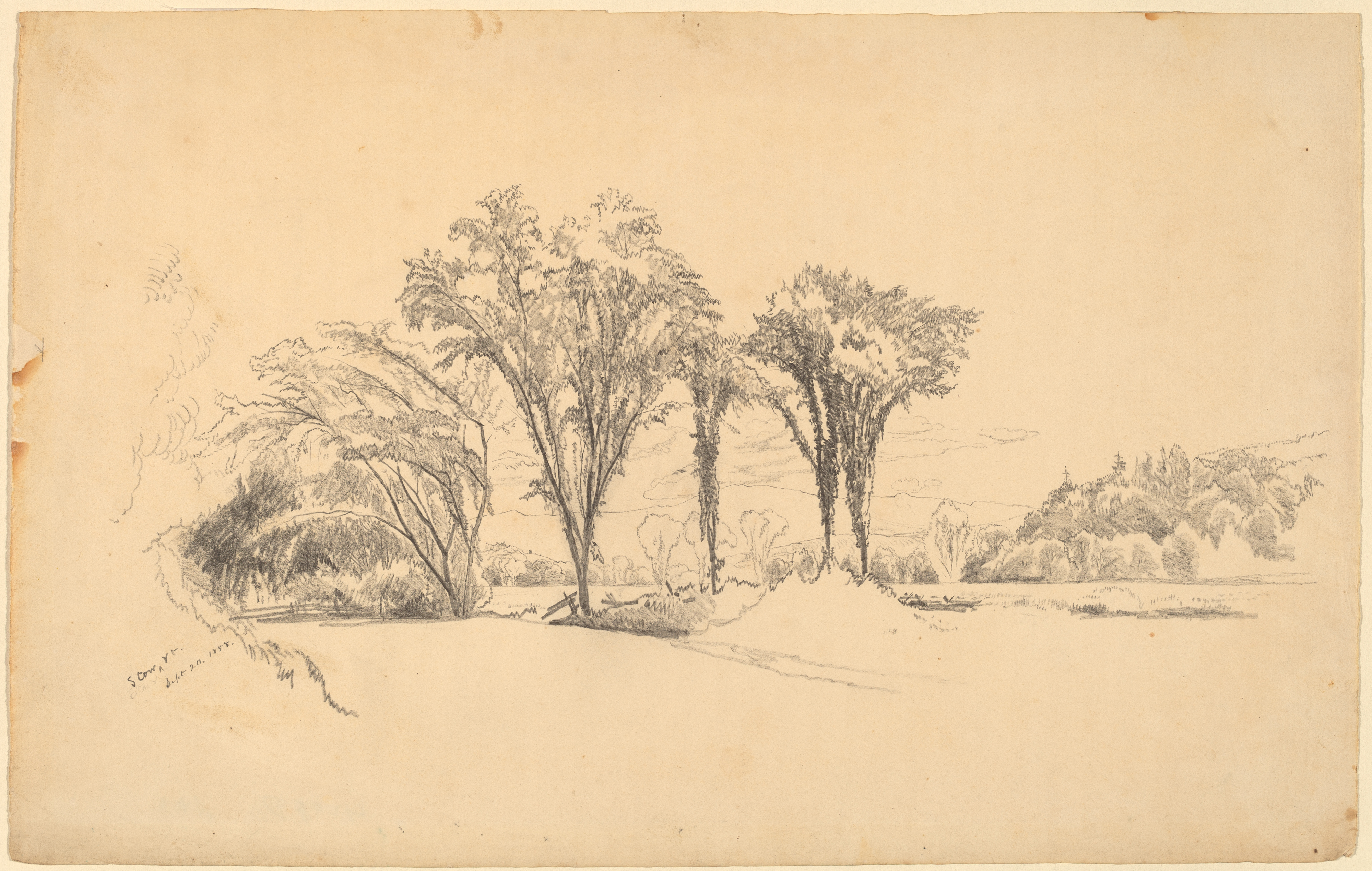

## وصلات خارجية
- The US50 - Cities and Towns in Vermont State
- Vermont Cities and Towns, Facts, Map, Flag, Colleges, Government, and More